# Taphonia
Taphonia là một chi bướm đêm thuộc họ Erebidae.